# X (canción de Xzibit)
«X» es el segundo sencillo del tercer álbum de estudio de Xzibit, Restless. Cuenta con la colaboración de los raperos de la costa oeste Snoop Dogg, que habla al final de la canción y Dr. Dre. Fue producida por Dr. Dre con la coproducción de Scott Storch y Mel-Man. Se puede escuchar a Dr. Dre hablando en una línea diciendo "Not these niggas again." (No estos tipos de nuevo).

## Lista de canciones
1. «X» (Edición de radio) - 4:28
2. «X» (Explícita) - 4:28
3. «X» (Instrumental) - 4:26

## Posición en las listas musicales
Esta canción llegó al puesto 76 en el Billboard Hot 100 y al 32 en el Hot R&B songs. Su mayor éxito fue lograr el puesto 14 en los rankings del Reino Unido UK Singles Charts, manteniéndose como su segundo sencillo más alto, superado solo por "Hey Now (Mean Muggin)", lanzado en 2004.
| Lista (2000-2001)                      | Mejor posición |
| -------------------------------------- | -------------- |
| Alemania (Offizielle Deutsche Charts)  | 4              |
| Austria (Ö3 Austria Top 40)            | 19             |
| Bélgica (Flandes) (Ultratop 50)        | 39             |
| Bélgica (Valonia) (Ultratop 50)        | 32             |
| Escocia (Scottish Singles Sales Chart) | 15             |
| Estados Unidos (Billboard Hot 100)     | 76             |
| Estados Unidos (Hot R&B/Hip-Hop Songs) | 32             |
| Estados Unidos (Rap Airplay)           | 13             |
| Francia (SNEP)                         | 73             |
| Irlanda (IRMA)                         | 24             |
| Países Bajos (Dutch Top 40)            | 18             |
| Países Bajos (Mega Single Top 100)     | 12             |
| Reino Unido (UK Singles Chart)         | 14             |
| Reino Unido (UK Dance Chart)           | 3              |
| Reino Unido (UK R&B Chart)             | 5              |
| Suecia (Sverigetopplistan)             | 42             |
| Suiza (Schweizer Hitparade)            | 5              |